# Innalzamento ebullioscopico

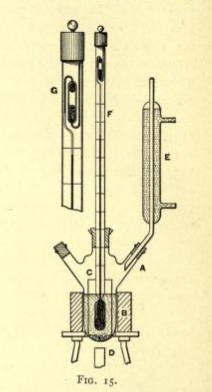
Apparecchiatura per misurare l'innalzamento ebullioscopico.

L'innalzamento ebullioscopico (in inglese: Boiling Point Elevation, abbreviato in BPE) è la differenza osservata tra le temperature di ebollizione di un solvente puro e quella di una soluzione in cui sia presente tale solvente.
È una proprietà colligativa, come l'abbassamento crioscopico e la pressione osmotica.
Nel caso di soluzioni di non-elettroliti, è proporzionale alla molalità (b) della soluzione, per una costante Keb, tipica del solvente. Si ha quindi:
{\displaystyle \Delta T_{eb}=K_{eb}\cdot b\;}
dove:
{\displaystyle \Delta T_{eb}=T_{eb,soluzione}-T_{eb,solvente}\;}
Nel caso di soluzioni elettrolitiche bisogna considerare anche il coefficiente di van 't Hoff i, per cui si ha:
{\displaystyle \Delta T_{eb}=K_{eb}\cdot b\cdot i\;}
Ad esempio, una salamoia di cloruro di sodio in acqua avrà una temperatura di ebollizione, alla pressione atmosferica di 1,013 millibar, poco superiore a 100 °C se alla concentrazione dell'acqua di mare, e pari a circa 108 °C se satura.
Dalla misura sperimentale del suo valore è possibile risalire al numero di particelle presenti in soluzione, e quindi al peso molecolare del soluto o al suo grado di dissociazione.

## Termodinamica
In seguito all'aggiunta di un soluto non volatile, in condizioni di pressione costante di 1 atm, si raggiungerà la condizione di equilibrio quando ad una data temperatura T il potenziale chimico del solvente puro A allo stato vapore sarà eguale al potenziale chimico del solvente presente in soluzione allo stato liquido. In termini matematici ciò è dettato dall'equazione seguente:
{\displaystyle \mu _{A}^{*}(g)=\mu _{A}^{*}(l)+RT\ln x_{A}}
Riarrangiando questa equazione nella forma
{\displaystyle \ln x_{A}={\frac {\mu _{A}^{*}(g)-\mu _{A}^{*}(l)}{RT}}={\frac {\Delta _{vap}G}{RT}}}
e differenziando entrambi i membri dell'equazione rispetto alla temperatura, si ottiene
{\displaystyle {\frac {d\ln x_{A}}{dT}}={\frac {1}{R}}{\frac {d(\Delta _{vap}G/T)}{dT}}}
che applicando l'equazione di Gibbs-Helmholtz
{\displaystyle \left({\frac {\partial {\frac {G}{T}}}{\partial {T}}}\right)_{P}=-{\frac {H}{T^{2}}}}
diventa infine
{\displaystyle {\frac {d\ln x_{A}}{dT}}=-{\frac {\Delta _{vap}H}{RT^{2}}}}
Moltiplicando adesso ambo i membri per {\displaystyle dT}, e integrando rispettivamente il primo membro dal valore della frazione molare {\displaystyle x_{A}=1} corrispondente al solvente puro (per cui, quindi, {\displaystyle \ln x_{A}=\ln 1=0}) al generico valore finale {\displaystyle x_{A}} mentre il secondo membro viene integrato tra la temperatura {\displaystyle T^{*}} (temperatura di ebollizione del solvente puro) e la temperatura {\displaystyle T} (che corrisponderà alla temperatura di ebollizione della soluzione), considerando l'entalpia di vaporizzazione {\displaystyle \Delta _{vap}H} costante nell'intervallo di temperatura considerato alla fine si ricava
{\displaystyle \ln x_{A}={\frac {\Delta _{vap}H}{R}}\left({\frac {1}{T}}-{\frac {1}{T^{*}}}\right)}
Per comodità possiamo riferirci alla frazione molare {\displaystyle x_{B}} del soluto B, per cui, sapendo che {\displaystyle x_{A}+x_{B}=1}, l'espressione precedente diventa
{\displaystyle \ln(1-x_{B})={\frac {\Delta _{vap}H}{R}}\left({\frac {1}{T}}-{\frac {1}{T^{*}}}\right)}
Supponendo inoltre che la concentrazione {\displaystyle x_{B}} del soluto sia molto piccola, si verifica la condizione
{\displaystyle \ln(1-x_{B})=-x_{B}}
pertanto
{\displaystyle x_{B}={\frac {\Delta _{vap}H}{R}}\left({\frac {1}{T^{*}}}-{\frac {1}{T}}\right)}
Dato che {\displaystyle T\approx \ T^{*}}, quindi
{\displaystyle {\frac {1}{T^{*}}}-{\frac {1}{T}}={\frac {T-T^{*}}{TT^{*}}}\approx \ {\frac {\Delta T}{T^{*2}}}}
con il che si ha
{\displaystyle x_{B}={\frac {\Delta _{vap}H\Delta T}{RT^{*2}}}}
Inglobando tutti i termini costanti in un'unica costante {\displaystyle K={\frac {RT^{*2}}{\Delta _{vap}H}}}, ecco ricavata l'espressione semplificata utilizzata per quantificare l'entità dell'innalzamento ebullioscopico:
{\displaystyle \Delta T_{eb}=K\cdot x_{B}}
Si noti che essendo la frazione molare {\displaystyle x_{B}} proporzionale alla molalità b, risulta altresì possibile esprimere l'equazione precedente nella forma più pratica
{\displaystyle \Delta T_{eb}=K_{eb}\cdot b}

## Costanti ebullioscopiche
Di seguito sono riportati i valori di alcune costanti ebullioscopiche Keb per alcuni solventi:
| Composto                 | Teb (°C) | Costante ebullioscopica Keb [(°C·kg)/mol] |
| ------------------------ | -------- | ----------------------------------------- |
| Acido acetico            | 118,1    | 3,07                                      |
| Benzene                  | 80,1     | 2,53                                      |
| Solfuro di carbonio      | 46,2     | 2,37                                      |
| Tetracloruro di carbonio | 76,8     | 4,95                                      |
| Naftalene                | 217,9    | 5,8                                       |
| Fenolo                   | 181,75   | 3,04                                      |
| Acqua                    | 100      | 0,512                                     |

## Diagramma di Dühring
L'innalzamento ebullioscopico può essere ricavato conoscendo la pressione della soluzione e la concentrazione del soluto a partire dai cosiddetti "diagrammi di Dühring", che riportano in ascissa la temperatura di ebollizione del solvente puro (che si ricava dalla pressione) e in ordinata la temperatura di ebollizione della soluzione. Nel diagramma sono rappresentate varie curve che sono praticamente approssimabili con delle rette, ognuna delle quali corrisponde ad una diversa concentrazione di soluto. La bisettrice del diagramma corrisponde ad una concentrazione nulla di soluto.